# 基隆市公車R81路線
基隆市區R81路線由基隆客運營運，起點為國家新城，終點站為七堵火車站。

## 簡介
本線是基隆市政府開通的「台鐵捷運化接駁公車」，2012年8月9日通車，2013年1月1日延駛至七堵車站

## 外部連結
- 基隆汽車客運股份有限公司 （页面存档备份，存于）

Template:基隆市區公車路線